# Апострофа
Апострофа (грч. ἀποστροφή, apostrophé — „одвратити се”, „одустати”) усклична је стилска фигура. Појављује се кад се говорник престаје обраћати публици (нпр. у представи) и усмерава говор трећој страни, као што је супарнички парничар или нека друга особа, понекад одсутна са сцене. Често је прималац персонификовани апстрактни квалитет или неживи предмет. У драмским делима и поезији написаним или преведеним на енглески, таква стилска фигура често се представља вокативним узвиком „О”. Песници могу апострофирати вољену, музу, Бога, љубав, време или било који други појам који не може да говори у стварности.

## Примери
- „Ти, славно сунце!” — Семјуел Тејлор Колриџ, This Lime Tree Bower.[8]
- „О пријатељи моји, нема пријатеља!” — Мишел де Монтењ, изворно приписан Аристотелу.[9]